# Kazuo Soda
Kazuo Soda (jap. 早田 一男, Soda Kazuo; * 24. November 1930 in Nagasaki) ist ein japanischer Friedensaktivist.
Soda erlebte den Atombombenabwurf auf Nagasaki am 9. August 1945 persönlich mit. Sein älterer Bruder starb im Dezember gleichen Jahres an den Folgen des Abwurfes durch den radioaktiven Fallout, Kazuo Sodas Eltern fünf Jahre darauf.
Neben seiner Tätigkeit als Lehrer in einer öffentlichen Oberschule engagiert sich Soda in der Hibakusha-Bewegung, die Gerechtigkeit für die Opfer der Bomben und eine Ächtung von Atomwaffen fordert.
Anfang der 1990er Jahre quittierte er den Lehrerdienst, um sich weltweit für den Frieden einzusetzen. 2001 wurde er für seine Arbeit mit dem Aachener Friedenspreis ausgezeichnet.